# Galgóczy Árpád
Galgóczy Árpád (Budapest, 1928. november 8. – Budapest, 2022. március 11.) József Attila- és Palládium díjas magyar műfordító, író, költő, egykori Gulag-rab.

## Életpályája
Boldog gyermekkorát és kora ifjúságát egy kis szatmári településen, Szamosangyaloson töltötte. Szülei művelt, több nyelven beszélő emberek voltak. Édesapja 83 holdon gazdálkodó gazdaemberként honosította meg Szabolcs-Szatmárban a jonatán alma termesztését. Szüleit a szovjet csapatok bevonulása után veszítette el: édesanyja a rajta elkövetett erőszak miatt eldobta az életét, édesapját nem sokkal később szívinfarktus vitte el; gazdaságukat a szuronyokon hozott új rend.
Gimnáziumi tanulmányait 1939-től Nagykállóban kezdte, Észak-Erdély 1941-es visszatérése után Szatmárnémetiben folytatta 1944-ig, majd a háború után Mátészalkán. Szatmárnémetiben kiváló tanárai vasárnaponként az istentisztelet után történelmi, délután irodalmi önképzőkört tartottak, nagyon erős nemzeti szellemben.
1945-től 12 szatmári diáktársával szovjetellenes szervezkedésben vett részt: fegyvereket szereztek, szovjet katonákat fegyvereztek le, lőszervagonokat, raktárakat fosztottak ki. Megfigyelték, vizsgálati fogságba helyezték, kihallgatták, de egy társára sem vallott. 1947. július 1-én egy konspirációs hiba folytán leleplezték, az írásbeli és a szóbeli vizsgák között letartóztatták, elhurcolták és szovjet hadbíróság elé állították. 20 év szabadságvesztésre, kényszermunkára ítélték. Gulag-lágerekbe került: először 1948 január 8-án az uráli Cseljabinszkba, egy évvel később a politikai rabok egyik legnépesebb gyűjtőtáborba, a Karagandi terület Abaj kerületében fekvő Szpasszkra. Itt sok művelt, a sztálini zsarnoksággal szembeszálló orosz rabtársa volt, köztük Szuvorov tábornok egy kései utódja (ükunokája), valamint költők, festők, államférfiak, egykori nemesek leszármazottai. Ők ismertették meg vele az orosz irodalmat, költészetet. A szögesdrótkerítés mögött Tosztojt, Dosztojevszkijt, Csehovot olvasott, ott sajátította el Lermontov nyelvét, amelynek későbbi irodalmi sikereit köszönhette. A lágert tréfásan más nyelvi környezetben való elmerülésnek nevezte. Galgóczy alig érezhető magyar akcentussal beszélte az oroszt.
1954-ben szabadult, de csak 1960-ban térhetett haza. Ezután segédmunkásként, műszaki fordítóként és szinkrontolmácsként is dolgozott. Több évig állt alkalmazásban a Malévnál és a mindenkori sporthivatalnál is.
Kevéssé ismert, hogy a rajzolást – ami a lágerekben jelentősen hozzájárult nemcsak a saját, hanem honfitársai életben maradásához is – később sem hagyta abba, sőt festett is.

## Munkássága
Szpasszkon ismerkedett meg Lermontov költészetével: egy orosz költő adta kezébe A démon című elbeszélő költeményt, ami nagy hatást tett rá. Hazatérése után ennek magyar fordítását javítgatta a maga kedvére, míg végül barátai biztatására 1964-ben jelentkezett vele az Európa Kiadónál. 1965-től jelennek meg fordításai. Munkásságában mérföldkövet jelentett az 1997-ben kiadott, a XVIII., XIX. és XX. században élt 48 orosz költő 304 versének, poémájának fordításából összeállított kötete, ami sorsszerűen kapta a Furcsa szerelem címet. 1993-ban előadást tartott a Moszkvai Magyar Intézetben, ahol a kulturális miniszterhelyettes minden tisztes orosz ember nevében megkövette a Szovjetunióban kényszerűen töltött évekért, majd megkérdezte, hogyan tudta emberként megőrizni őket az emlékezetében? A válaszra – megszerettem az orosz irodalmat és az orosz embereket – meglepve jegyezte meg: Furcsa egy szerelem – amire Galgóczy rögvest lecsapott: Köszönöm. Ez lesz a könyv címe.
A Démon és az Anyegin fordítójaként számos hazai és külföldi kitüntetést kapott a Furcsa szerelem fordításkötet második kiadásában a 3 évszázad immár 68 orosz költőjének 450 versét és 6 elbeszélő költeményét magyarul megszólaltató műfordító.
Galgóczy – aki a füle után fordított – komoly szakmai segítséget kapott elsősorban Pór Judittól, de Lothár Lászlótól, Jánosi Olgától, Szántó Gábor Andrástól és Szilágyi Ákostól is.
Joszif Geraszimov két regényének magyar fordítása is Galgóczy nevéhez fűződik. Versfordításai a saját kötetein kívül antológiákban és folyóiratokban is megjelentek. Saját verseit – az Emese és a rókák című verses meséjét leszámítva – nem adta ki, csak elvétve lelhetők föl.
88 évesen látogatott el első alkalommal Kazanyba. Részt vett Ajaz Giljazov Imádkozzunk! című memoárregénye orosz fordításának bemutatóján. Galgóczy az egyetemistaként elítélt, szabadulása után hírneves íróvá vált tatár – tréfásan Batu kánnak nevezett – Giljazovval a Karaganda környéki Volinka lágerében ismerkedett meg, aki regényében is megemlékezett egykori rabtársáról, Árkásá hudozsnyikról, a büszke magyarról. Galgóczy pedig a könyvbemutató alkalmával újságírói kérdésre így emlékezett vissza Giljazovra: „Becsületes, őszinte, intelligens ember. Szinte a testvérem volt.” Galgóczy teljes bizalmát azzal nyerte el, hogy visszautasította a láger nyomozótisztjének az "együttműködésre" (besúgásra) való felszólítását, noha ez komoly következményekkel járhatott. "Árpád, a becsületem a szabadságomnál is többet ér!" – mondta Giljazov.
1958-as szabadulása után Giljazov élete végéig (44 éven át) kereste és kerestette Galgóczyt, hogy újra fölvegye vele a kapcsolatot, de egy betűelírás miatt (Golgoczy) eredménytelenül. Végül egy 2012 év végén született orosz nyelvű írás nyomán jött létre, immár Giljazov özvegyével, fiaival és unokáival a találkozás.

## Hitvallása
…egyetlen nép szellemiségét, lelkiségét, művészetét sem szabad azonosítani az Őt megnyomorító és elaljasító politikai rendszerrel. Az ilyen esetekben egyenlőségjelnek nincs helye, és nem is lesz soha.

## Méltatása
- Spiró György: „Ebben az irodalmi nagyüzemben, amely világszerte futószalagon dobja piacra a könyvnek látszó valamiket, csak partizánkodva, kézműves kisiparosként, a szeretettől hajtva lehet értékeset művelni. Gyanúm szerint Galgóczy Árpád úgy partizánkodta végig az életét, hogy közben rettentően élvezte, amire egyszer elszánta magát. Hihetetlen élmény, amikor a legnehezebben fordítható, vagyis az eredetiben a legegyszerűbb, legvilágosabb művek sok elvétett kísérlet után egyszerre magyarul is olyan egyszerűen és világosan szólalnak meg, mintha nem is fordítások lennének. Ennél mélyebb szellemi kalandot nem ismerek. Az egyszeri ember ilyenkor magának a nyelvnek válik a médiumává, feloldódik és kiárad. Hangszerré válik, amelyen nem tudni, voltaképpen ki is játszik. Csodálatos érzés hangszerré válni. Bámulatos, ahogy hol Amati, hol Stradivari, hol Guarneri tónusa szólal meg a fordítóból. Nem lehet ezt megérteni, és megmagyarázni se lehet, noha sokan próbálták csak csinálni.”[23]
- Szilágyi Ákos: „Született költő és műfordításra született költő.”[24]
- Margócsy István: „mindenféle árnyalatot képes megjeleníteni és újra játszani – a nyelvi és ritmikai formák mesteri és végtelenül hűséges imitálásával (….) alighanem ez a műfordítói mesterségnek a legmagasabb foka.”[25]

## Megkövetve
"…Az oroszok figyeltek fel rám először. Anyégin-fordításomról oroszul tudó magyar irodalmároktól értesültek. 93-ban kellett tartanom egy előadást Moszkvában. Főleg oroszok voltak ott. Záporoztak a kérdések. Valaki ott az egész orosz nép nevében bocsánatot kért tőlem a lágerért. Így ment híre az új magyar Anyéginnek. Ki ez a csodabogár, akit majdnem beletapostunk a betonba, akit majdnem megöltünk, akit hét évig kínoztunk, s aki, ahelyett, hogy meggyűlölt volna bennünket, elkezdte a klasszikusainkat fordítani?"

## Művei
- Mihail Lermontov: Izmail bég – A cserkesz fiú – A Démon: Elbeszélő költemények. Budapest: Európa Könyvkiadó. 1983.  ISBN 963 07 3013 8
- Alekszandr Puskin: Jevgenyij Anyégin: Teljes, gondozott szöveg. Ford.: Galgóczy Árpád–a szöveget gond.: Gránicz István. Budapest: Ikon Kiadó. 1992.  = Matúra klasszikusok,  5. ISBN 963 7948 13 9 újra kiadva: 1993, 1994, 1995
- Társalgás Géniusszal: XIX. századi orosz líra. (magyarul, oroszul) Ford.: Galgóczy Árpád–utószó: Szilágyi Ákos. Budapest: Ikon Kiadó. 1995.  ISBN 963 7948 92 9
- Furcsa szerelem: XVIII., XIX., XX. századi orosz líra. Előszó: Margócsy István. Békéscsaba: Tevan Kiadó. 1997.  ISBN 963 7278 15 X
- Galgóczy Árpád: Emese és a rókák: Verses mese. Illusztrációk: Bakai Piroska. Budapest: Móra Ferenc Ifjúsági Könyvkiadó. 1999.  ISBN 963 11 7480 8
- Alekszandr Puskin – Fordította: Galgóczy Árpád:  A rézlovas.  2000,  X. évf.  3. sz. (1998. március)   17–27. o.
- Alekszandr Puskin: A rézlovas. (magyarul, oroszul) Békéscsaba: Tevan Kiadó. 1999.  ISBN 963 7278 50 8
- Alekszandr Blok: Versek. (magyarul, oroszul) Ford.: Galgóczy Árpád. Budapest: Eötvös József Kiadó. 2000.  = Eötvös klasszikusok,  38. ISBN 963 9024 86 4
- Ég áldjon, kedvesem: Válogatás a XVIII–XIX. századi orosz költészetből. (magyarul, oroszul) Ford.: Galgóczy Árpád. Budapest: Eötvös József Kiadó. 2001.  = Eötvös klasszikusok,  45. ISBN 963 9316 22 9
- A Volga felett: Válogatás a XIX–XX. századi orosz költészetből. (magyarul, oroszul) Ford.: Galgóczy Árpád. Budapest: Eötvös József Kiadó. 2002.  = Eötvös klasszikusok,  53. ISBN 963 9316 48 2
- Magányos Démon: Válogatás Mihail Lermontov költészetéből. (magyarul, oroszul) Ford.: Galgóczy Árpád. Budapest: Eötvös József Kiadó. 2003.  = Eötvös klasszikusok,  61. ISBN 963 9316 73 3
- Szerettem önt…: Válogatás Alekszandr Puskin költészetéből. (magyarul, oroszul) Ford.: Galgóczy Árpád. Budapest: Eötvös József Kiadó. 2004.  = Eötvös klasszikusok,  67. ISBN 963 7338 08 X
- Alekszandr Puskin – ford.: Galgóczy Árpád:  A bahcsiszeráji szökőkút.  2000,  XVIII. évf.  6. sz. (2006)  ISSN 0864-800X
- Furcsa szerelem: Három évszázad orosz költészete. Előszó: Margócsy István–Galgóczy Árpád műfordításai elé: Szilágyi Ákos–A költők életrajza: Szilágyi Ákos és Szőke Katalin. jav., bőv. kiadás. Budapest: Valo-Art. 2005.  ISBN 978 963 869 150 7
- Magyarok a Gulág haláltáboraiban; Budapest: Valo-Art. 2007–2009.[26]
  - A túlélés művészete; 2007 ISBN 978 963 869 153 8
  - Fények a vaksötétben; 2008 ISBN 978 963 869 156 9
  - Az alagút vége; 2009 ISBN 978 963 869 158 3
- Téli verőfény: Javított és új fordítások. Ford.: Galgóczy Árpád. Budapest: Eötvös József Kiadó. 2020.  ISBN 978 963 9955 93 6

## Elismerései, díjai
- József Attila-díj (1999)
- Moszkva 850 érdemérem (1997) (Медаль «В память 850-летия Москвы»)
- Barátságért érdemrend (1998)
- Puskin emlékérem (1999) (Медаль Пушкина)
- Budapest XVII. kerület díszpolgára (2005)
- Palládium díj (2006,[27] átadása: 2007)
- A Magyar Köztársasági Érdemrend lovagkeresztje (2009)
- Napút Hetedhét Műfordítói díj (2012)
- Budapestért díj (2015)
- A Magyar Érdemrend tisztikeresztje (2018)